# Tipula (Triplicitipula) hoogstraali
Tipula (Triplicitipula) hoogstraali is een tweevleugelige uit de familie langpootmuggen (Tipulidae). De soort komt voor in het Neotropisch gebied.